# Maleae
Maleae là một tông thực vật trong họ Rosaceae. Chi này có khoảng 28 chi với hơn 1.100 loài phân bổ trên khắp thế giới.

## Phân loại chính
- Amelanchier
- Aria (xem Sorbus)
- Aronia
- Chaenomeles
- Chamaemeles
- Chamaemespilus (xem Sorbus chamaemespilus)
- Cormus (xem Sorbus)
- Cydonia
- Dichotomanthes
- Docynia
- Docyniopsis
- Eriobotrya
- Eriolobus
- Hesperomeles
- Heteromeles
- Malacomeles
- Malus
- Osteomeles
- Peraphyllum
- Photinia
- Pseudocydonia
- Pyrus
- Rhaphiolepis
- Sorbus
- Stranvaesia
- Torminalis (xem Sorbus torminalis)

Lai ghép liên chi:
- ×Amelasorbus
- ×Malosorbus
- ×Sorbaronia
- ×Sorbopyrus

và lai ghép cành:
- +Pyrocydonia (Pirocydonia)

### Tông Crataegeae
Xử lý phân loại gần đây gộp các chi (hoặc lai ghép liên chi) mà trước đây tách ra thành tông Crataegeae vào tông Maleae:
- Cotoneaster
- Crataegus
- Mespilus
- Pyracantha

lai ghép liên chi (gồm cả liên tông):
- ×Crataemespilus
- ×Crataegosorbus
- ×Sorbocotoneaster

và lai ghép cành:
- +Crataegomespilus

### Họ cũ Quillajaceae
Các chi sau đây từng được đặt riêng trong tông Quillajaceae trong họ Rosaceae hoặc trong họ Quillajaceae. Quả của chúng là dạng quả nang khô, không phải dạng quả táo.
- Kageneckia
- Vauquelinia
- Lindleya

## NhómCydonia
Nhóm Cydonia trong phạm vi dạng Maloid của họ Rosaceae là một nhóm không chắc chắn của các chi với quả dạng quả táo nhiều noãn (chứ không phải chỉ có 2 noãn) mỗi lá noãn. Chúng bao gồm:
- Cydonia
- Chaenomeles
- Docynia
- Pseudocydonia